# Tatort: Das Gespenst
Das Gespenst ist ein vom NDR produzierter Fernsehfilm aus der Krimireihe Tatort mit der Kriminalhauptkommissarin des Landeskriminalamts Niedersachsen Charlotte Lindholm. Die Erstausstrahlung im deutschen und österreichischen Fernsehen erfolgte am 15. März 2009.
Lindholms 14. Fall konfrontiert die Ermittlerin mit ihrer eigenen Vergangenheit. Sie muss ihre beste Freundin des Polizistenmordes überführen und kämpft dabei gegen den Verfassungsschutz, der ein Attentat verhindern will, in dessen Vorbereitung ihre Freundin mit verstrickt ist.

## Handlung
Auf dem Parkplatz des Flughafens Langenhagen in Hannover steht ein Auto im absoluten Halteverbot. Der aufmerksame Polizeibeamte Karl Hegemann fordert von der Fahrerin die Fahrzeugpapiere. Da sie diese nicht dabei hat, startet er eine Fahrzeughalterabfrage an die Zentrale. Doch sie will um keinen Preis erkannt werden und erschießt den Polizisten.
Als Charlotte Lindholm zum Tatort gerufen wird, muss sie feststellen, dass ein unbekannter ‚offizieller Beamter‘ alle Bänder der Überwachungskameras gelöscht hat. Trotzdem gelingt es ihr, über ein Video eines Flugplatzbesuchers eine kurze unscharfe Szene mit der mutmaßlichen Täterin zu erhalten. Zu ihrer Überraschung erkennt sie darauf ihre alte Freundin Manu, die sie seit Jahren aus den Augen verloren hat. Es gelingt ihr, Manuela Seehausen ausfindig zu machen und festzunehmen, doch wird der Fall vom niedersächsischen Verfassungsschutz übernommen, und Manu wird weggebracht. Dabei wird jedoch einer der Verfassungsschützer von einer Polizistin als der Mann erkannt, der die Flughafenvideos gelöscht hat. Alle Ermittlungsergebnisse des Tages fallen unter geheime Verschlusssache. Als dann kurze Zeit später Manuela vom Verfassungsschutz aufgrund mangelnder Beweise wieder auf freien Fuß gesetzt wird, ist Lindholm komplett verwirrt, aber auch wütend. Sie will diesen Fall, auch für sich selbst, unbedingt aufklären. Schließlich haben sie in ihrer wilden Jugendzeit zusammen viele grenzwertige Abenteuer erlebt, dann trennten sich ihre Wege, und Manu ging den Weg der rebellierenden Frau weiter. Sie studierte Medizin und ging anschließend mit einer Hilfsorganisation nach Afrika, um gegen das Elend in diesen Ländern etwas zu tun.
Lindholm recherchiert in den Passagierlisten des Flughafens und stößt auf einen Fluggast aus Afrika, der in Begleitung drei weiterer Schwarzafrikaner in Hannover eingetroffen ist. Einiges deutet darauf hin, dass es sich dabei um den ungeliebten Diktator Kibala handelt und dass möglicherweise hier in Deutschland ein Attentat auf ihn verübt werden soll, was für Lindholm das Interesse des Verfassungsschutzes erklärt. Über alte Veröffentlichungen im Internet findet sie heraus, dass Manuela im Kongo entführt und dann vom Auswärtigen Amt freigekauft wurde. Auf einem Foto erkennt sie Klaus Ritter vom Verfassungsschutz zusammen mit Manuela. Da sich Manuela nach ihrer Entführung einer radikalen Organisation in Afrika angeschlossen hat, bekam sie direkten Kontakt zu Jens Osburg, dem Kopf der Organisation. Der ist zusammen mit Manu und der Mitstreiterin Cecile nach Hannover gekommen, um tatsächlich ein Attentat auf Kibala zu verüben, der in der Stadt ist, um sich einer Operation zu unterziehen. Um das Attentat zu verhindern, ist der Verfassungsschutz seit Tagen in Alarmbereitschaft.
Für Lindholm ist klar, dass Manuela dazu gebracht wurde, für den Verfassungsschutz zu arbeiten, sonst wäre sie nicht so schnell wieder freigelassen worden. Ihre Kontakte zu der radikalen Gruppe sind für Ritter sehr wertvoll. Lindholm spricht ihn darauf an, und er gibt zu, dass er schon lange Jagd auf Osburg macht und nun kurz vor einem Erfolg steht. Er lasse nicht zu, dass irgendwelche radikalen Gruppen den Liberalismus in Deutschland für ihre terroristischen Ziele ausnutzen. Für Lindholm kollidiert dabei ihre Dienstauffassung mit den Zielen des Staatsschutzes. Sie will um jeden Preis den Mord an Polizeimeister Karl Hegemann aufklären und somit auch Klarheit über Schuld oder Unschuld ihrer alten Freundin haben. Die erscheint unerwartet bei ihr zu Hause und erklärt ihr, dass sie nicht gegen ihre Untergrundgruppe arbeiten will und auch nicht weiter für Ritter spionieren wird. Sie übergibt Lindholm die Tatwaffe, in der Hoffnung, dass sie damit den Verfassungsschutz und so auch Ritter für deren Machenschaften zur Rechenschaft ziehen kann. Während Manu bei Lindholm ist, wird sie sowohl vom Verfassungsschutz, als auch von Cecile observiert. Als die Beamten Cecile bemerken, erschießen sie sie, damit sie Manu nicht verraten kann. Osburg erklärt daraufhin Manu, dass er sein Vorhaben trotzdem zu Ende bringen will. Auch Ritter ist klar, dass Manuela Seehausen sich von ihrer Mitarbeit beim Verfassungsschutz distanziert hat.
Mit Hilfe des Anwalts, den Manu bei ihrer Verhaftung angegeben hatte, findet Lindholm das Versteck von Manu und Osburg in einer Schrebergartenanlage, dort wird sie selbst jedoch überwältigt und gefesselt. Um ihr Vorhaben nicht zu gefährden, wollen Manu und Osburg die Ermittlerin zum Schweigen bringen und die Laube in Brand setzen. Da der Verfassungsschutz Lindholm überwacht und auch ihre Telefongespräche abhört, sind sie über jeden ihrer Schritte informiert, und so erscheint Ritter und könnte Lindholm aus ihrer misslichen Lage befreien, ehe die Laube in Flammen aufgeht. Aber er ist nur an der Tatwaffe interessiert, die Manu Lindholm gegeben hatte. Als er die Pistole findet, verschwindet er wieder und lässt Lindholm angekettet zurück, der es jedoch gelingt, sich allein zu befreien und sich auf den Weg in das Krankenhaus zu begeben, um dort das geplante Attentat auf Kibala zu verhindern. Doch Ritter und seine Leuten haben Kibala in ein anderes Krankenhaus bringen lassen, um hier den Attentätern eine Falle zu stellen. Ritter erschießt Osburg, und als Manu ihre Waffe auf den Mann richtet, den sie für Kibala hält, wird sie von Ritters Leuten hingerichtet. Am Ende wird aber auch Ritter von Kriminaldirektor Bitomsky abgeführt.

## Hintergrund
Der Film wurde vom NDR und Studio Hamburg in Hannover und Wendland gedreht. Zur Begutachtung wurde das Drehbuch Niedersachsens Ex-Verfassungsschutzchef Günther Heiß vorgelegt, woraufhin er feststellen musste, dass die Darstellung „eher gespenstisch und für unsere Bestrebungen nicht hilfreich“ sei.

## Rezeption

### Einschaltquoten
Die Erstausstrahlung von Das Gespenst am 15. März 2009 wurde in Deutschland insgesamt von 8,79 Millionen Zuschauern gesehen und erreichte einen Marktanteil von 23,50 Prozent für Das Erste.

### Kritik
Rainer Tittelbach von tittelbach.tv meint: „Das Spannende an diesem Krimi ist die Psychologie des weiblichen ‚Duells‘, das in einem starken Krieg der Blicke zwischen Maria Furtwängler und Karoline Eichhorn ausgetragen wird.“
Tilmann P. Gangloff stellt zu diesem filmisch & psychologisch starken Film fest: „Die Geschichte der beiden verlorenen Freundinnen – untermalt von der originellsten Badewannenszene seit Müller-Lüdenscheid und Dr. Klöbner – vermag zu berühren und führt zu einem furiosen, wenngleich tragischen Finale.“
Bei faz.net schreibt Hannes Hintermeier zu diesem Tatort der „wie so viele Krimis […] einen Zug ins Schablonenhafte [bekommt], sobald er den Gegensatz zwischen Kriminalpolizei und Geheimdienste in Szene setzt. Das Schattenhafte des Verfassungsschutzes manifestiert sich in papierenen Dialogen, vorgetragen im Brustton des Staatsmanns. […] Er will eben ein bisschen viel, dieser ‚Tatort‘, will Politthriller sein [und] Tiefenkunde in weiblicher Psyche und Globalisierungskritik [geben]. Aber da sich Regisseur Dror Zahavi darauf konzentriert, das Tempo flott zu halten, fällt das gar nicht so ins Gewicht. Zudem verfügt er über glänzende Schauspieler wie Karoline Eichhorn (Manu) und Hansa Czypionka (Ritter).“
Carsten Heidböhmer bei Stern.de urteilt weniger über den Film selbst, sondern beschäftigt sich mal mit der Figur der Charlotte Lindholm und schreibt: „Bei keinem anderen ‚Tatort‘ ist der Ermittler so stark privat involviert wie bei den Fällen von Charlotte Lindholm. Nahezu jede Folge fußt auf einer persönlichen Verstrickung der Ermittlerin in den Fall. Zunächst fing sie eine Liaison mit ihrem Vorgesetzten an und leistete öffentlich Trauerarbeit, als dieser im Dienst ums Leben kam. An ihrem Beispiel erlebte die Fernsehnation, wie eine Kommissarin schwanger ihren Dienst verrichtet und diskutierte parallel zu Ursula von der Leyens Familienpolitik über die Vereinbarkeit von Kind und Berufstätigkeit. Wenn Charlotte Lindholm im Umfeld der Atomtransporte im Wendland ermittelt, wird sie automatisch mit ihrer umweltbewegten Vergangenheit konfrontiert. Und wenn eine Terroristin im beschaulichen Hannover auftaucht, landet sie direkt in ihrer Badewanne.“
„Kommissarin Lindholm (Furtwängler) versteht die Welt nicht mehr: Ihre Jugendfreundin Manu (Karoline Eichhorn) soll am Flughafen Hannover einen Polizisten erschossen haben. Der Verfassungsschutz zieht den Fall an sich – und setzt Manu auf freien Fuß… Frau Lindholm muss ihre Standpunkte hinterfragen – das ist fast spannender als der eigentliche Fall.“